# Carel Balth
Carel Balth (Rotterdam, 25 november 1939 - Vreeland, 10 juli 2019) was een Nederlandse beeldend kunstenaar. Hij was autodidact en woonde en werkte in Nederland en Italië. Tussen 1987 en 1999 werkte hij regelmatig vanuit zijn studio in White Street in New York. De hoofdthema’s in zijn werk zijn licht, tijd, ruimte en beweging.  
- Jaren '60/'70: Light Objects

Eind jaren zestig begint hij met de abstracte Light Objects, gemaakt van kristalhelder plexiglas, soms gecombineerd met metalen banden. Door het materiaal te snijden en vervolgens kunstlicht op het object te projecteren, creëert hij bijzondere licht- en schaduwlijnen en vormen op de muur, waardoor een nieuwe compositie ontstaat. Hij had verschillende tentoonstellingen in de  avant-garde Galerie Swart in Amsterdam. Belangrijk voor de ontwikkeling van zijn werk zijn Mondriaan en Fontana. De rechte lijn, die tegelijkertijd verdeelt en verbindt, is een element dat in Balth’s hele oevre terugkomt. 
- Jaren '70/80: Abstracte Fotografie

Met verschillende technieken verdiept Balth zich in het spel van licht en tijd. In de jaren ‘70 en ‘80 speelt fotografie daarbij een grote rol. Hij is een van de pioniers van abstracte fotografie.
Door in zijn Light Photo Works dezelfde architectonische vorm te fotograferen bij dag en bij nacht, verbindt hij daglicht met kunstlicht, realiteit met abstractie. 
In The New Collage vangt hij het licht op schitterend folie, geplakt op een hoek van een buitenmuur. Later verwerkt hij hetzelfde folie in de afdruk van de foto. Daarmee creëert hij een bijzonder spel tussen de driedimensionaliteit van het gefotografeerde onderwerp en de uiteindelijke collage op het platte vlak. De foto wordt een object.
In zijn Polaroid Paintings bewerkt Balth met zijn nagels de Polaroid foto’s tijdens het ontwikkelproces waardoor hij zijn signatuur achterlaat op een beeld dat op dat moment nog niet bestaat. 
- Jaren '90: Nieuwe technieken

In zijn Laser Paintings experimenteert Balth met nieuw licht: laser. Met die techniek ‘schildert’ hij op canvas, een drager waarmee hij ooit als schilder zijn carrière begon in 1967. In zijn serie laserpaintings ‘The Touch’ gebruikt Balth de verfstreken van de Franse Impressionist Monet, die hij 2500 keer vergroot. Een ode aan de Franse meester die net als Balth, maar dan zo’n 100 jaar eerder, in zijn werk altijd op zoek was naar licht en de werking van het licht.
Zijn onderzoek naar licht en reflectie brengt Balth in 1997 naar The Vinyls, grote los van de muur hangende stukken zeildoek met daarop poëtische semi-abstracte beelden.
- 2001-2019: Videowatercolors[4]

In de Videowatercolors gebruikt Balth vanaf 2001 twee of meer momenten uit een digitale video, die hij als het ware bevriest in de tijd. Door die verschillende ‘videograbs’ samen te voegen in 1 print, ontstaat er een nieuw, vaak schilderachtig beeld, dat ruimte en tijd met elkaar verbindt. Altijd gescheiden door een horizontale of verticale lijn, combineert Balth twee verschillende momenten uit de tijd, die hij in 1 beeld samenbrengt. De beelden uit de video’s die Balth kiest, hebben vaak het vloeiende effect als van waterverf op papier. Vandaar ook de term ‘videowatercolors’. Licht, beweging en het verstrijken van de tijd zijn belangrijke elementen in deze serie.  

## Televisie uitzendingen
- Televisie uitzending Nederlandse publieke omroep in Nu te Zien! op 28 oktober 2024: Carel Balth in Museum EICAS, Deventer [5]
- Televisie uitzending Nederlandse publieke omroep in actualiteitenrubriek NOS Scala op 29 augustus 1969: Interview Carel Balth in Galerie Swart, Amsterdam [6]

## Fotogalerij

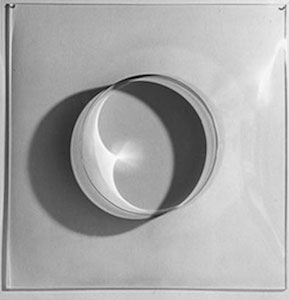
Light Object 1969
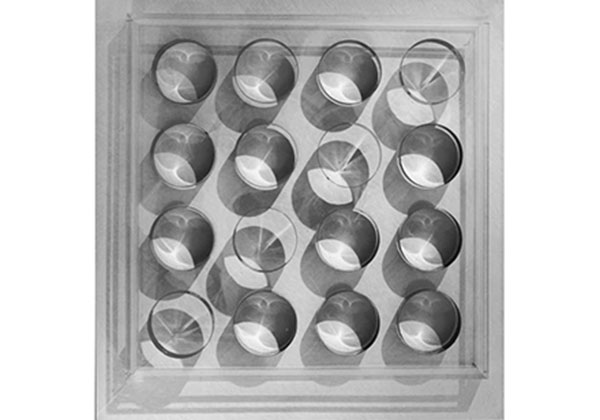
Light object 16 rings 1969
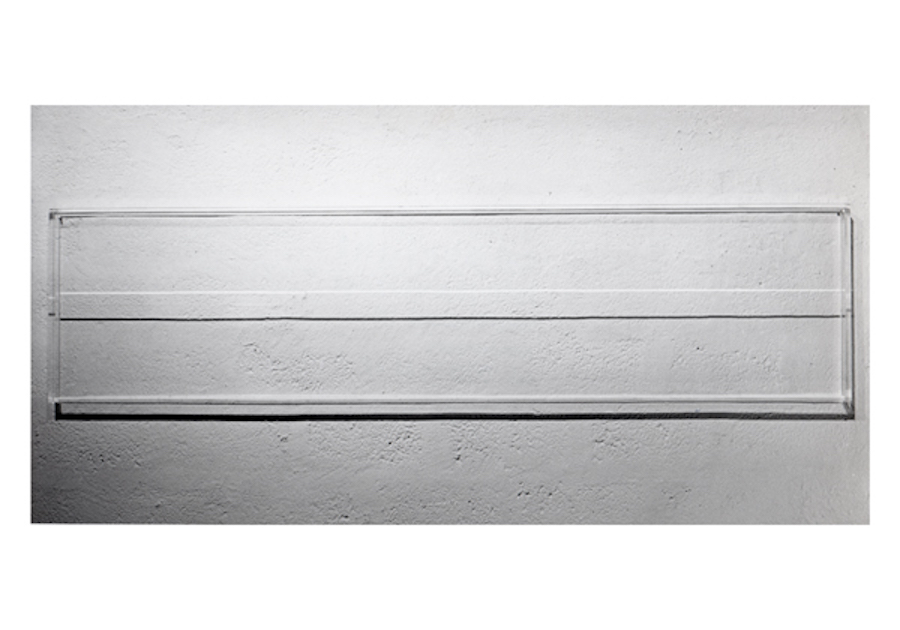
Light object continuous lightline 1973
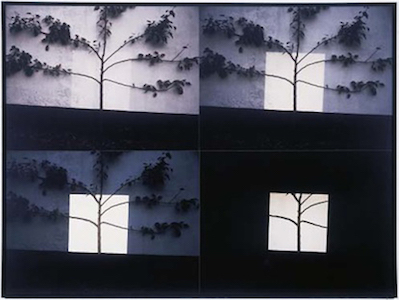
Light Photo Works Transitions Tree I 1976
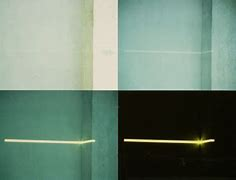
Light Photo Works Transitions Line I 1977
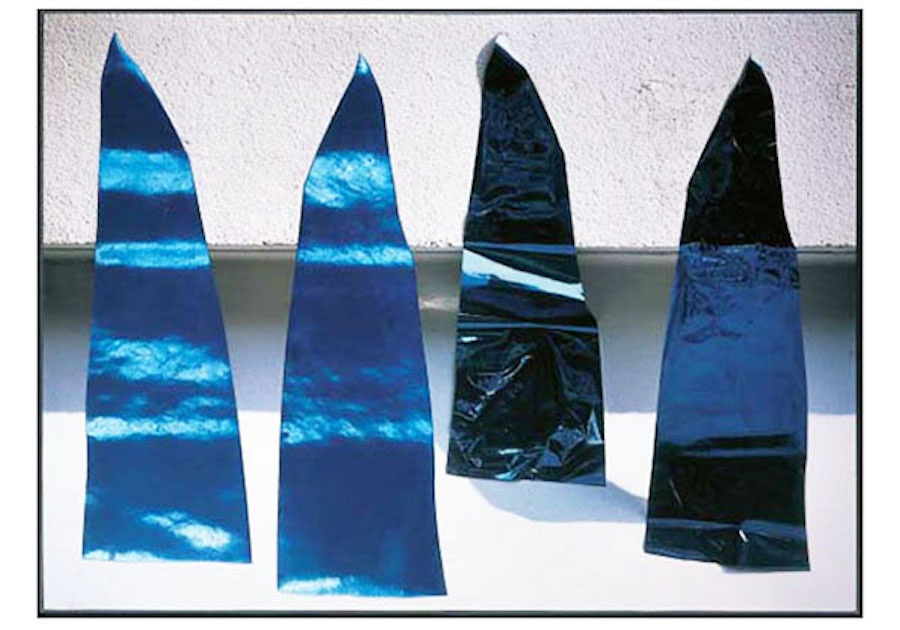
The New Collage 2 1980
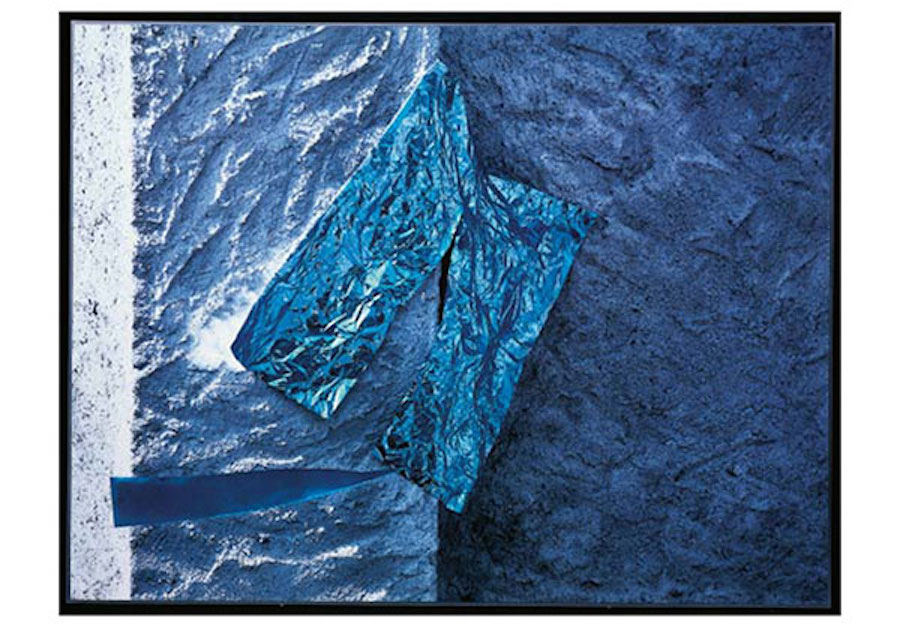
The New Collage 4 1980
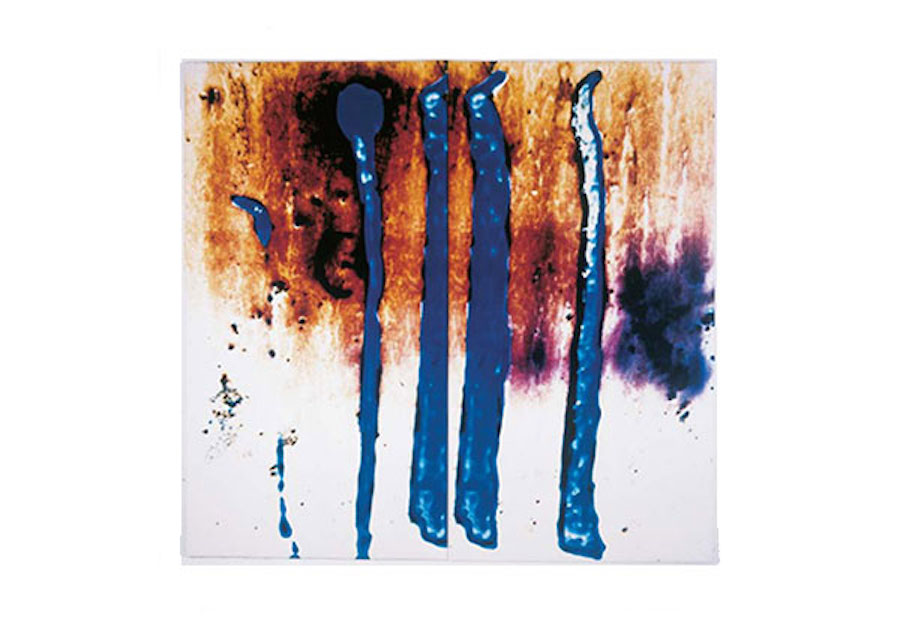
Polaroid Painting About the Reality of Peace 1986
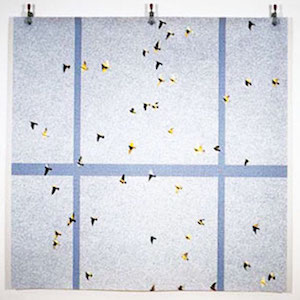
The Vinyls Sky lines II 1999
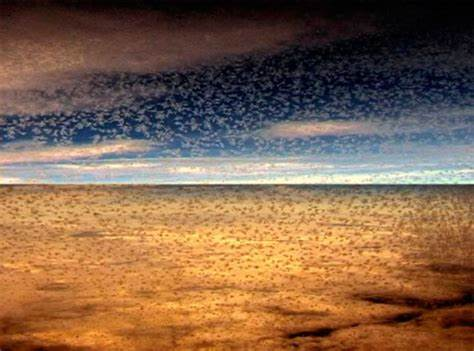
Videowatercolor Skyscape 2003
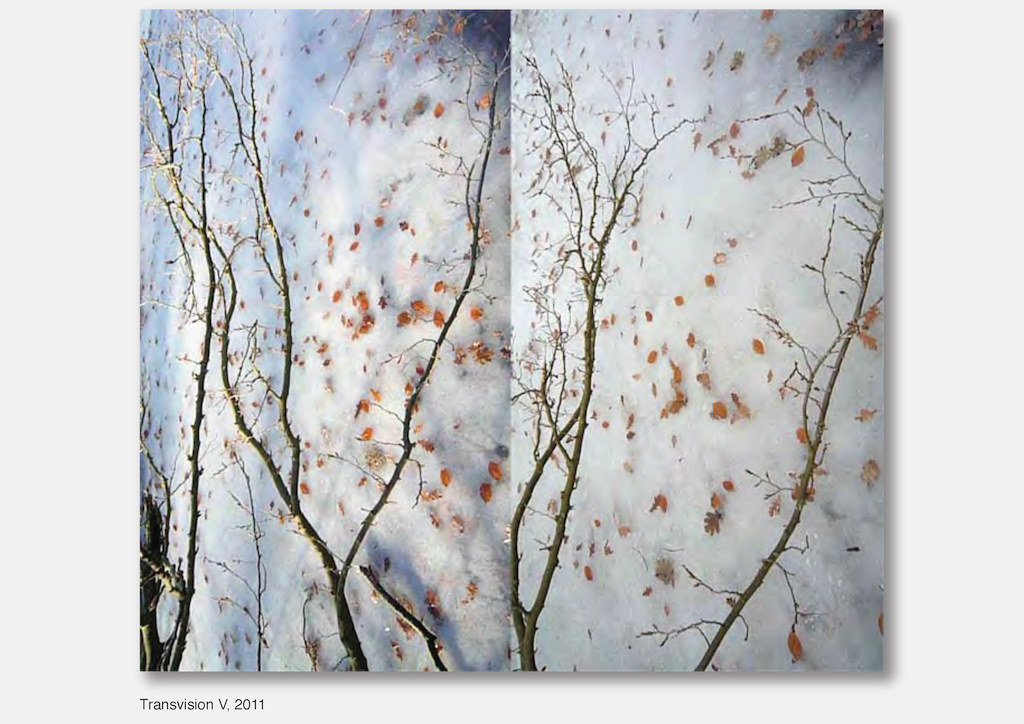
Videowatercolor Transvision V 2011
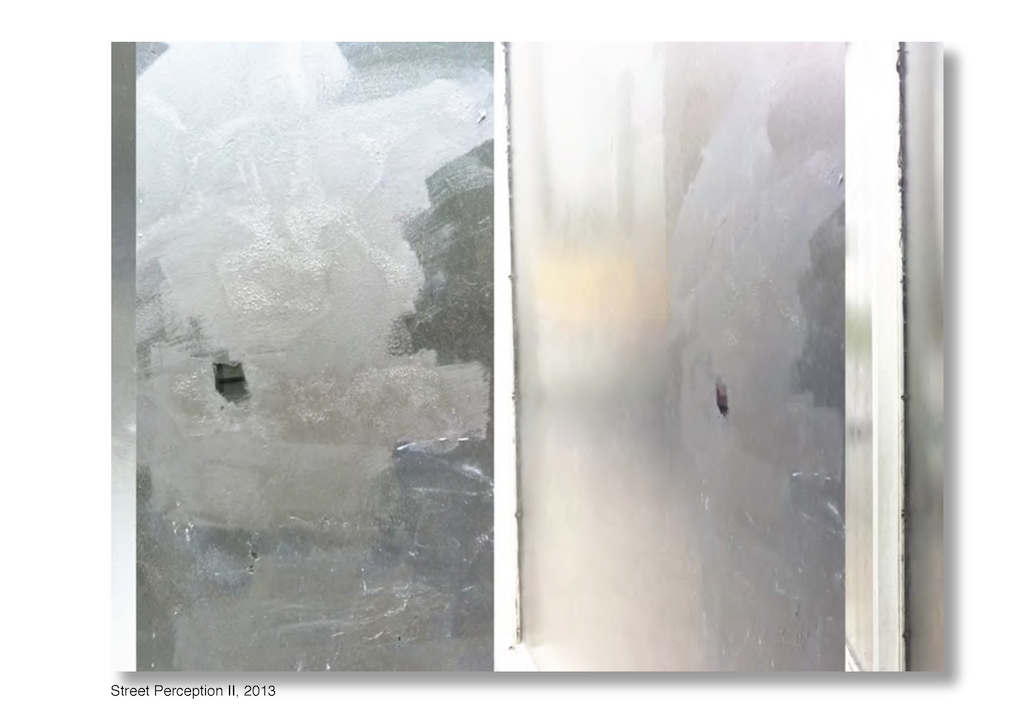
Videowatercolor Street Perception II 2013
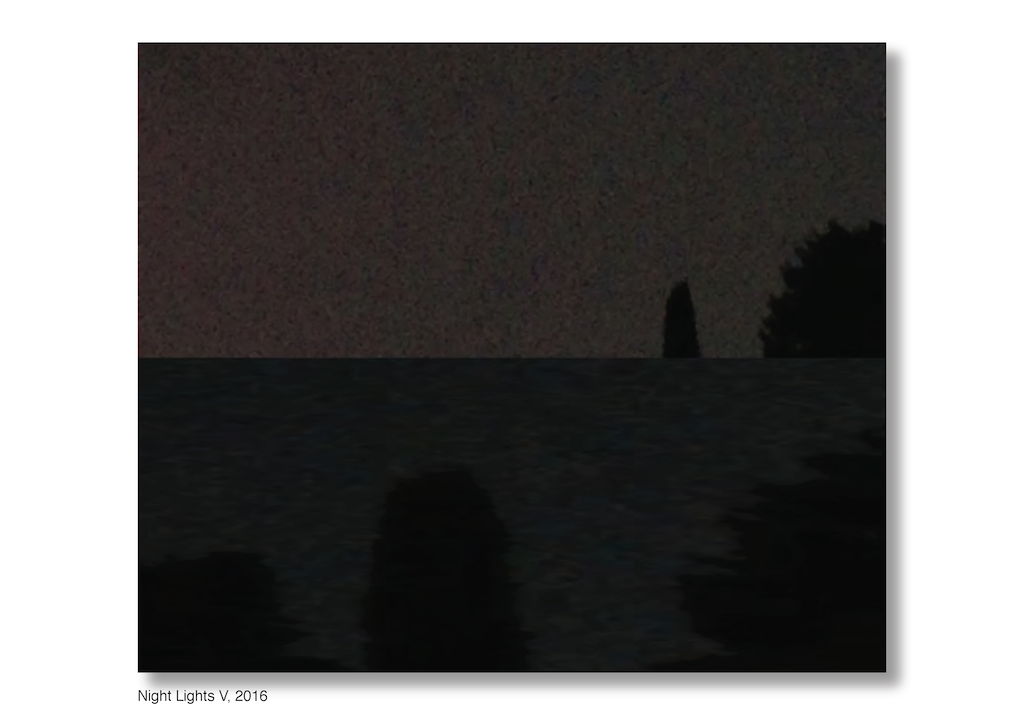
Videowatercolor Night Lights V 2016

## Musea
De volgende musea hebben werk van Carel Balth:
- Stedelijk Museum in Amsterdam[7]
- Kunstmuseum Den Haag
- Museum of Modern Art in New York
- Centre Georges Pompidou in Parijs
- Louisiana Museum of Modern Art in Humlebæk
- National Gallery of Art in Washington D.C.[8]
- Museum de Lakenhal in Leiden[9]
- Kröller-Müller Museum in Otterlo
- Groninger Museum
- Stedelijk Museum in Schiedam
- Henry Art Gallery in Seattle
- Museum Voorlinden in Wassenaar
- Princeton University Art Museum in Washington D.C.[10]
- Fleming Museum of Art in Vermont
- Städtisches Museum Abteiberg in Mönchengladbach
- Museo Fondazione Antonio & Carmela Calderara in Vacciago
- Musée d'Art Moderne et Contemporain in Saint-Étienne Métropole

## Tentoonstellingen
- 2024~2025 Museum EICAS in Deventer: 03 De Poëzie van het licht
- 2024 Borzo Galerie PAN Amsterdam
- 2022 Double Je (collectie Durand-Dessert) Musée d'art Moderne et Contemporain in Saint-Étienne
- 2020 Kjubh Kunstverein in Keulen: Beauty in Restraint
- 2017 Parts Project 06 in Den Haag
- 2009-2013: Reizende tentoonstelling The Edge of Vision: Aperture Foundation New York / Schneider Museum of Art Ashland / Louisiana Art & Science Museum in Baton Rouge
- 2011 The Henry Art Gallery in Seattle
- 2009 China Pingyao Photography Festival in Pingyao
- 2002 Kunstraum Innsbruck
- 2001 Kunstmuseum Den Haag: The Beauty of Intimacy
- 2001 Staatliche Kunsthalle Baden Baden: The Beauty of Intimacy
- 2000 Kunstmuseum Den Haag
- 1992 Elga Wimmer Gallery in New York
- 1989 Danforth Museum in Boston: Vision and Revision, recent art from the Netherlands
- 1988 Städtisches Museum Abteiberg in Mönchengladbach: Collectie Etzold
- 1988 Kunsthalle Düsseldorf: Similia/Dissimilia
- 1987 Columbia University, Leo Castelli Gallery New York: Similia/Dissimilia
- 1987 Vereniging van het S.M.A.K in Gent
- 1986 Folkwang Museum in Essen
- 1985 Groninger Museum
- 1983 Museum hedendaagse Kunst Utrecht
- 1981 Mercato del Sale in Milaan
- 1978 Galleria E Tre in Rome
- 1978 Galleria Banco / Massimo Minini in Brescia
- 1977 Van Abbemuseum in Eindhoven
- 1977 Galerie Durand-Dessert in Parijs
- 1977 Musee d'Art et d'Industrie in St Etienne
- 1975 Galerie Swart in Amsterdam
- 1974 Folkwang Museum in Essen
- 1974 Stedelijk Museum in Amsterdam
- 1972 Galerie Swart in Amsterdam
- 1972 Galerie Keller in München
- 1969 Galerie Swart in Amsterdam
- 1969 Stedelijk Museum Schiedam

## Groepen Werken
- Light Objects 1969-1975
- Light Photo Works 1975-1978
- The New Collages 1979-1982
- Polaroid Paintings 1982-1986
- Laser Paintings 1986-1995
- Natsune Paper Works 1995-2000
- The Vinyls 1997-1999
- Videowatercolors 2000-2019

## Publicaties
- Rexer, Lyle (2013). The Edge of Vision: The Rise of Abstraction in Photography. Aperture Foundation, New York. ISBN 978-1597112420.
- Upchurch, Michael 'Videowatercolors' play with time and space	The Seattle Times 2011
- Brian Miller, The Henry's Two Big Fall Shows. Brain art vs. body art The Seattle Weekly 2011
- Heingartner, Douglas Videowatercolors: the Perception of Meaning 2007
- Brehm, Margrit Die Verwandlung von Potenzialität in Realität. Einige Gedanken zu den Videowatercolors von Carel Balth Heart Beat 2005
- Jansen, Gregor Die Errettung der äußeren Wirklichkeit. Medientheoretische Überlegungen zu den Videowatercolor Heart Beat 2005
- Mac Giolla Léith, Caoimhín Carel Balth's The New Collages and the psychodynamics of vision Heart Beat	2005
- Wieczorek, Marek From Magneple to Videowatercolors: The Heart Beat in Balth's Oeuvre Heart Beat	2005
- Van Hasselt, Kai / van Zeil, Wieteke “Dit is mijn meta-kunstwerk” Volkskrant 2005
- Bronwasser, Sacha Dicht op de huid van de kunstenaar Volkskrant 2001
- Piller, Micky Intensiteit en bravoure Het Financieële Dagblad 2001
- Put, Roos van Intimiteit van de gedachte Haagsche Courant 2001
- Smallenburg, Sandra De charme van ontluikende seksualiteit NRC Handelsblad 2001
- Stiemer, Flora De jaren negentig: vrijheid en betrokkenheid Algemeen Dagblad 2001
- Velde, Paola van de Intimiteit van de jaren negentig De Telegraaf 2001
- Wieczorek, Marek Sky Lines: recent work of Carel Balth 2001
- Roos, Renate Vogelflug im Bild Kölner Stadt-Anzeiger 1999
- Wieczorek, Marek Reflections: The World Writ Large with Carel Balth 1997
- Ooms, Toine The Interactive Exhibition; Tools and Tales, CD-Rom Catalogue Artis, ‘s-Hertogenbosch	1994
- Wieczorek, Marek The Touch of Light: Laser Paintings by Carel Balth 1993
- Ostrow, Saul "Shifting Ground, Unstable Territories" Sytsema Galleries, Baarn 1992
- Van Mulders, Wim "Permutations of Unveiled Realities" Kunst Nu 87-5 1987
- Norden, Linda Similia/Dissimilia:"Carel Balth" Similia/Dissimilia, pp. 69-73	1987
- Kouwenhoven, Frank "De schilderijen van Carel Balth, het vangen van licht" Cicero nr. 8. Leiden	1986
- Stachelhaus, Heiner Foto oder Malerei - das ist die Frage Neue Ruhr Zeitung, Essen	1986
- Van Mulders, Wim "Fictions of a Clear Conscience" Groninger Museum, Groningen. Museum Folkwang Essen Carel Balth: The Next Stage of Knowing pp. 7-24, 31- 53 1986
- Scheers-Simons, Marijke "Carel Balth" De Bouwadviseur, nr. 7/8 pp. 28-31 1985
- Balth, Carel "A way in painting? "Arte Factum, nr. 6, Antwerp, pp. 48-50 1984
- Daval, Jean-Luc	In: La Photographie, Histoire d'un Art. Albert Skira, Geneva, pp. 249 1982
- Caroli, Flavio Enciclopedia, il magico primario in Europa. Galleria Civica, Modena 1981
- Piller, Micky “The Light and Dark Side of Carel Balth’s Reality” Carel Balth: Towards a Monumental Lyricism. pp. 5-14	1980
- Art Actuel. Editions d’Art Albert Skira, Geneva Skira Annuel 5.	1979
- Debbaut, Jan / Liat, Kwee Swan / Wintgens, Doris / Balth, Carel
- Carel Balth, Light-Photoworks, Transitions and Diptychs. Van Abbemuseum, Eindhoven 1978
- Peters, Phillip “Tekenen met Licht”	Kunstbeeld. Amsterdam 1978
- Rotzler, Willy “Calculated Phantasy”. Rizzoli, Inc. New York Constructive Concepts, pp. 203 1977
- Balth, Carel Catalogue Museum Folkwang, Essen 1974
- Kerber, Bernhard “Carel Balth” Art International XVIII nr. 4, pp. 48-49 1974
- Daval, Jean-Luc In: La Photographie, Histoire d'un Art. Lugano Edition d'Art Albert Skira, Geneva, pp. 249 1974
- Stachelhaus, Heiner “Seeing and Understanding Light. Notes on the Work of Carel Balth” Carel Balth: The Art of Seeing pp. 1-20 1974
- Kerber, Bernhard “Works between painting and relief” Carel Balth: The Art of Seeing, pp. 20-25 1974
- Odenhausen, Helmut “Giochi di luce e di superfice”	Acciaio, Acier, Stahl, Steel, nr. 1	1970